# Souprosse
Souprosse település Franciaországban, Landes megyében. Lakosainak száma 1131 fő (2022. január 1.). Souprosse Cauna, Gouts, Lamothe, Le Leuy, Meilhan, Mugron, Nerbis, Tartas és Toulouzette községekkel határos.

## Népesség
A település népessége az elmúlt években az alábbi módon változott:
| Lakosok száma | 1176 | 1148 | 1119 | 1036 | 1079 | 1093 | 1122 | 1125 | 1134 | 1131 |
|               | 1968 | 1982 | 1990 | 2006 | 2013 | 2015 | 2017 | 2019 | 2020 | 2022 |